# Lady Juliana (Agra)
Lady Juliana, mediados del siglo XVI, fue una mujer que vivió en la corte del Emperador mogol Akbar. Se dice que fue la médica encargada del harén real de Akbar, que se casó con el legendario príncipe borbón  Jean-Philippe de Bourbon-Navarre y que era hermana de una de las esposas de Akbar. Se le atribuye la construcción de la primera iglesia en Agra (actualmente en la India).

## Orígenes

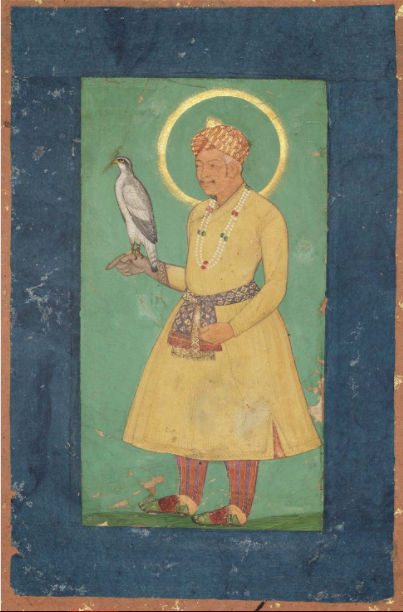
Emperador mogol Akbar

Lady Juliana era la hermana de la esposa cristiana de Akbar y era la médica encargada del harén real. En algún momento estas hermanas fueron llevadas a Agra.
Una de las versiones es que Juliana y su hermana eran hijas de Abdul Hai, presidente de la Corte Suprema de Akbar, y que eran de Cilicia en Armenia occidental.
El reverendo Thomas Smith, historiador, erudito y periodista nacido en el seno de una familia indoarmenia en Agra informa que Lady Juliana es armenia y que fue entregada a Jean-Phillipe por Akbar.
En la investigación del  Príncipe Miguel de Grecia sobre los descendientes de Jean-Phillipe de Borbón, se siente "seguro de que él [Jean-Phillipe] era el hijo de Carlos III, el Condestable de Francia, el miembro más rico y famoso y poderoso de la familia". En el libro del Príncipe Miguel Le Rajah de Bourbon, Jean-Phillipe se casó con la hermana portuguesa de la esposa cristiana de Akbar, también recibió una gran cantidad de tierras y se convirtió en un Rajah (rey) en la India. También explica cómo Jean-Phillipe fue el primer rey francés de los Borbones, sobrino de Enrique IV y cómo en algún momento antes de 1560, Jean-Phillipe se embarcó en una aventura por todo el mundo antes de desembarcar en las puertas del imperio de Akbar. Su posterior matrimonio con Lady Juliana, después de que esta le atendiera durante una grave enfermedad y le fuera regalada por Akbar, dio lugar a una larga estirpe de Borbones en Bhopal, India.
Otros también la han reivindicado como portuguesa pero una investigación publicada por Zaman en 2012 ha rebatido la creencia del erudito portugués J. A. Ismael Gracias de que la esposa de Akbar o su hermana eran portuguesas. Muchas otras damas también se llamaban Juliana. Una portuguesa Lady Juliana Dias da Costa entró más tarde en la historia mogol y su historia puede contribuir a la confusión con Lady Juliana Mascarenhas. Gracias describe a la esposa de Akbar, Maryam Makani, como María Mascarenas y a su hermana como Juliana. Esto también es falso según Zaman, que argumenta que Maryam es el nombre dado a la madre de Akbar, Hamida Banu Begum.
Frederick Fanthome, en Reminiscencias de Agra (1895), expresa su convicción de que Akbar tenía una esposa cristiana llamada María, cuya influencia en Akbar había sido subestimada por otros historiadores. También relata la historia de Jean-Phillipe y se muestra igualmente convencido de la inclinación de Akbar hacia el cristianismo.
Desenredar a las Julias para Gracias y Fanthome no era tan vital si se entendía en el contexto de que su fe cristiana [de las Julias] y sus líneas de sangre combinadas y sus asociaciones con los mogoles eran el tema significativo.  Además, tampoco era irracional entender por qué el príncipe griego tendría también un interés, como en el artículo de 2007 en The Guardian titulado "Encontrado en la India: The Last King of France". En conclusión, Zaman entiende que los relatos anteriores son en parte realidad y en parte ficción en una época en la que las influencias cristianas a través de las mujeres europeas parecían atractivas, sobre todo en los últimos días del Imperio mogol.

## Vida en la India
Akbar organizó el matrimonio de Juliana con el príncipe Jean-Phillipe de Bourbon de Francia en 1560 y pagó la construcción de la iglesia que construyeron en 1562.

## Muerte
Según los archivos de la Misión de Agra, fue enterrada con su marido en la iglesia que establecieron en 1562, aunque sus restos nunca se encontraron. El emperador mogol Shah Jahan hizo demoler la iglesia en 1636. La capilla de los nativos fue reconstruida en el lugar y en el recinto de la catedral católica de San Pedro.
Los descendientes de Lady Juliana y Jean-Philippe con el nombre de "Borbon" siguen residiendo en Bhopal.